# Peter Coeln
Peter Coeln (* 1954 in Linz) ist ein österreichischer Fotograf, Sammler, Kurator und Galerist.

## Leben
Peter Coeln gelang 1970 im Alter von 16 Jahren ein Foto von Jochen Rindt beim Formel-1-Rennen am Salzburgring und damit der Einstieg in die Berufswelt Fotograf. Später gründete er ein Studio für Werbe- und Modefotografie in der Westbahnstraße in Wien. Mitte der 1980er Jahre begann er, alte Kameras zu sammeln, und gründete 1991 den ersten Leica Shop in Wien. Er organisierte Auktionen für Kameras, u. a. wurde dabei die einzige Kamera, die auf dem Mond war und zur Erde zurückkam, veräußert.
Im Jahr 2001 gründete er das Photomuseum WestLicht, dem 2012 die Gründung der Galerie OstLicht folgte.

## Publikationen
- mit Tarek Leitner: Hilde & Gretl: Über den Wert der Dinge. Brandstätter Verlag, Wien 2018, ISBN 978-3-7106-0213-9.
- mit Tarek Leitner und Peter Weinhäupl: Im Siebten. Die Neuerfindung der Stadt in Wien-Neubau. Brandstätter Verlag, Wien 2022, ISBN 978-3-7106-0531-4.

## Herausgeberschaft
- Magnum's first. Ausstellung Magnum's First 2008–2009, Magnum Photos, Konferenzschrift, Ausstellungskatalog 2008, WestLicht Schauplatz für Fotografie 2008, Flo Peters Gallery Hamburg 2008, Kunstfoyer der Versicherungskammer Bayern München 2009, Hatje Cantz Verlag, Ostfildern 2008, ISBN 978-3-7757-2215-5.
- SchauLust. Die erotische Fotografie von Alfons Walde. Konferenzschrift, Ausstellungskatalog 2014–2015, WestLicht Schauplatz für Fotografie, Museum Kitzbühel – Sammlung Alfons Walde, Texte von Carl Kraus ..., Illustrationen von Alfons Walde, Kitzbühel Kunstverlag Walde 2014, Innsbruck Haymon Verlag 2014, ISBN 978-3-7099-7170-3.
- mit Reiner Opoku: David LaChapelle. Once in the garden. Konferenzschrift, Ausstellungskatalog, deutsch englisch, OstLicht Galerie für Fotografie, Brandstätter Verlag, Wien 2014, ISBN 978-3-85033-825-7.
- mit Marie Röbl: Cora Pongracz. Das fotografische Werk. Fotosammlung OstLicht, Schlebrügge.Editor, Wien 2016, ISBN 978-3-902833-87-7.

## Auszeichnungen
- 2022: Österreichisches Ehrenkreuz für Wissenschaft und Kunst I. Klasse[1]